# راهبک قهوه‌ای
راهبک قهوه‌ای (نام علمی: Nonnula brunnea) نام یک گونه از سرده راهبک‌ها است.